# Rhymney Valley
Rhymney Valley är en dal i Storbritannien.   Den ligger i kommunen Caerphilly och riksdelen Wales, i den södra delen av landet, 210 km väster om huvudstaden London.